# Wayne Hector
Wayne Hector (Londra, ...) è un compositore e paroliere britannico.
È attivo soprattutto nell'ambito della musica pop e contemporary R&B.

## Carriera
Inizia la sua carriera nel mondo musicale lavorando col gruppo Damage intorno alla metà degli anni novanta. Verso la fine degli anni novanta contribuisce alla scrittura dell'album Westlife dei Westlife ed è accreditato nelle "hit" Swear It Again e Flying Without Wings. Ha anche partecipato all'album World of Our Own.
Nel 2005 firma per la Sony/ATV. Lavora con Rascall Flatts e Carrie Underwood tra gli altri. Scrive I Hate This Party per le Pussycat Dolls e coscrive Out from Under di Britney Spears, Beat Again e Everybody in Love dei JLS.
Nel 2010 passa alla Warner/Chappell. Lavora con Olly Murs per il suo album di debutto. Scrive alcuni brani di Up All Night, album d'esordio degli One Direction.
Nel 2012 coscrive Starships di Nicki Minaj e Glad You Came dei The Wanted, gruppo per cui ha scritto altri brani. Lavora nuovamente con Olly Murs per alcuni pezzi di Right Place Right Time. Nel 2013 è nuovamente al fianco degli One Direction per la realizzazione di brani inseriti in Midnight Memories. Scrive alcune tracce dell'album d'esordio di James Arthur. Collabora con James Blunt per Moon Landing sempre nel 2013. È coautore di Me and My Broken Heart dei Rixton, di Break Your Plans dei The Fray, di Changing dei Sigma feat. Paloma Faith e di Last Night dei The Vamps.
Nel corso della sua carriera ha lavorato anche con Cheryl Cole, Enrique Iglesias, 5ive, Lee Ryan, Lionel Richie, Mýa, Ronan Keating, Pixie Lott, Simon Webbe, Mika, Toni Braxton, Jason Derulo, Emma Bunton, Def Leppard, Charlotte Church, Billy Crawford, Atomic Kitten e altri.